# Moebius (película)
Moebius es una película argentina de ciencia ficción de 1996 dirigida por Gustavo Mosquera R. y protagonizada por Guillermo Angelelli, Roberto Carnaghi y Annabella Levy. Está basada en el cuento Un subterráneo llamado Moebius (1950) de Armin Joseph Deutsch. Se estrenó el 17 de octubre de 1996.
El cuento de Deutsch, que ya había sido adaptado en la película alemana Möbius (1993), incorpora en Moebius una trama mucho más compleja en cuanto a personajes y situaciones, agregando también un giro borgeano a la historia.
Moebius es el primer largometraje producido por la Universidad del Cine y realizado íntegramente por los estudiantes de la misma.
En septiembre de 2022, luego de dos años de trabajo, fue publicada nuevamente en versión remasterizada en versión 4K UHD para verse a través de  YouTube. 
En una encuesta de las 100 mejores películas del cine argentino llevada a cabo por el Museo del Cine Pablo Ducrós Hicken en el año 2000, la película alcanzó el puesto 29.

## Sinopsis
Un 4 de marzo los controladores del subterráneo de Buenos Aires descubren impávidos la desaparición completa de una formación, la UM-86. Tras recorrer la extensa red, no logran localizar ni a los coches ni a los pasajeros. Sin embargo, en el sistema comienzan a producirse cambios de vías y de semáforos sin que nadie los ordene. 
Ante esta situación, y procurando ocultar lo sucedido a la opinión pública, el director de SBASE, Marcos Blasi, se comunica con el Estudio del Plata, encargado de la construcción de la nueva red, el Perimetral, que recorre las cabeceras de las demás redes y en cuyas vías fue visto por última vez el UM-86, a fin de solicitar la asistencia del jefe de obras, quien es amigo suyo. Este, sin embargo, envía en su lugar a Daniel Pratt, un joven topólogo del Estudio, cuya presencia es aceptada con poca satisfacción por Blasi.
Finalmente, y tras presenciar el conflicto desatado entre la base central y los conductores que ven fallar las señales, Pratt queda confirmado en su misión y se dispone a buscar los planos originales de la línea en el Archivo de Obras Públicas. Al llegar allí descubre que los mismos habían sido retirados por un tal Hugo Mistein, quien casualmente había sido su profesor en la universidad. Concurre allí a buscarlo, pero le informan que hacía años se había alejado de su profesión, y que había dejado de responder las llamadas de sus colegas. Sin embargo, consigue la dirección y el teléfono de su casa. Decide llamar desde un teléfono público ubicado en la estación del subterráneo lindera a la universidad. Al hacerlo lo atiende una niña evasiva. La comunicación se corta abruptamente cuando Pratt se queda sin monedas. Decide entonces dirigirse a la dirección anotada, ubicada en Dock Sud.
Tras un solitario viaje en subte Pratt descubre que la dirección anotada corresponde a uno de los pisos más altos de un humilde edificio monoblock. Al llegar descubre que la niña con la que había hablado se encontraba cuidando la puerta desde la escalera. Tras convencerla de que lo deje pasar, encuentra los planos que buscaba y comienza a analizarlos hasta que llega la amenazante madre de la niña y ambos huyen por la ventana. Descienden a la estación de subte en busca del director. Al hacerlo, ven a una persona pegar afiches denunciando la desaparición de una pasajero del UM-86. Entran a la estación multinivel Parque. La niña se queda en la estación intermedia (Parque 2) mientras Pratt baja al último nivel. Allí, un operario le informa que todo el servicio del Perimetral había sido cancelado. Tras escuchar la bocina de un tren regresa a Parque 2 y se encuentra con una formación de servicio recién llegada. De allí desciende Blasi, quien lo invita a subir, cosa que hace diciéndole a la niña que lo espere allí sentada. Al subir, Pratt se encuentra con una comisión investigadora formada por Blasi, en representación del directorio, el jefe de ingenieros Kent, Aguirre, en representación de la intendencia, Cannoti, en representación del Hospital Militar Central, Nassar, en representación de la Aseguradora del Sur y finalmente un maquinista de nombre Edmundo.
Mientras comienzan a deliberar sobre la cuestión y las apariciones fugaces de sonidos del UM-86, la niña se aburre y decide recorrer Parque 1, a punto tal de comenzar a caminar por las vías. En ese momento los hombres de la comisión escuchan el sonido de otro tren, y al haber sido retirados los demás, presuponen que se trata del tren extraviado. De modo que corren hacia las vías en busca del acceso al último nivel, de donde viene el sonido. Al correr la tapa se encuentran con operarios de Parque 3, quienes habían escuchado el sonido presuponiendo que venía de arriba. Con incertidumbre, Blasi, Pratt y los operarios se comunican a la central y ordenan cortar el suministro eléctrico tras enterarse de que figuraba el consumo equivalente a una formación andando. El corte de luz no hace más que indignar al resto del comité, quienes comienzan a sospechar del rumbo de la investigación. Tras la reanudación del suministro comienzan a registrarse consumos en distintos puntos de la red, lo cual lleva más a la incertidumbre que a la arriesgada sospecha del desenganchamiento de los vagones.
El grupo regresa a la estación Parque 2 y Pratt expone su compleja teoría: que el exponencial aumento de la red, junto a la creación del Perimetral, había generado una saturación por la cual, en algunos punto del recorrido, la red adquiría las propiedades de una cinta de Möbius, lo cual produjo el pase del tren a otra dimensión no completamente independiente de la real. Así, si bien no podía ser visto, el tren seguía dentro de la línea y transitiva por ella. Esta teoría es ridiculizada por el resto de la comisión y enfurece a Blasi por el descrédito que le había causado. El grupo entero se retira indignado y solo el maquinista parece confiar un tanto en Pratt, aunque sin comprenderlo. En ese momento aparece un operario con la niña en manos, informando que había sido encontrada en las vías. Pratt la toma del hombro y ambos salen fuera de la estación, que se encontraba en el Parque de la Ciudad. Mientras la niña se divierte en una montaña rusa, Pratt profundiza y perfecciona su teoría matemática hasta llegar a una conclusión que lo sorprende. Abruptamente toma el subte en dirección desconocida mientras comienza a realizar operaciones matemáticas. Finalmente se detiene y comienza a anotar y analizar información de las últimas formaciones que van llegando, deduciendo que pronto debería aparecer la UM-86.
Al no aproximarse ningún vehículo, Pratt decide ingresar al túnel y caminar por las vías. Sube a un nivel superior, sigue caminando por las vías y anotando datos, hasta que se produce un cambio de vías en sus pies que lo paraliza. El semáforo se pone rojo y escucha una bocina. Aparece un tren a toda velocidad y Pratt comienza a correr para no ser atropellado. Logra salvarse gracias a un pasillo de servicio ubicado en medio del túnel y por el cual sube desconcertado. Desemboca en una puerta tras la cual encuentra el baño mal mantenido de una estación. Se moja la cara y sale, atraído por la música de un bandoneón, hacia el andén. Allí -en la no inocentemente llamada Estación Borges- sube a un tren que acaba de llegar. (Nótese que el tren perdido es el UM-86: Borges había muerto en 1986.) Adentro se sienta al lado de un pasajero que lee un diario fechado al cuatro de marzo. Al ver esto, Pratt comienza a caminar sorprendido hacia la cabina, encontrándose a su paso con pasajeros inertes y en trance. En el pase de un vagón a otro se fija el número de la formación y ve con claridad que es el UM-86. Al llegar a la cabina de conductor se encuentra con el profesor Mistein, quien le confirma la evidente veracidad de la teoría de Moebius, luego de lo cual intercambian una profunda reflexión social y filosófica. Luego de esto Pratt toma una decisión.
Al día siguiente Blasi, junto al resto de la comisión, se dirigen a la Estación Sur, en donde encuentran al UM-86 vacío y estacionado. El director es acusado de ineficaz por el resto de la comisión, que se encontraba convencida de que la formación había estado siempre estacionada allí. Blasi, sin embargo, encuentra la libreta de Pratt en el piso del tren y lee allí toda la historia. Cuando se está por retirar del subterráneo, el jefe de estación recibe en ese momento un llamado, y le grita a Blasi una noticia: ha desaparecido otra formación.

## Reparto
- Guillermo Angelelli ... Daniel Pratt
- Roberto Carnaghi ... Marcos Blasi
- Annabella Levy ... Abril
- Jorge Petraglia ... Mistein
- Miguel Ángel Paludi ... Aguirre
- Fernando Llosa ... Nazar
- Martín Adjemián ... Canotti
- Daniel Di Biase ... Kenn
- Jean Pierre Reguerraz ... Deckes
- Martín Pavlovsky ... Conductor 101
- Felipe Méndez ... Jefe de Trasbordos
- Fernando Cia ... Figas
- Osvaldo Santoro ... Vega
- Horacio Roca ... Edmundo
- Nora Zinsky ... Profesora
- Sammy Lerner ... Viejito del Archivo
- Rodolfo Franghi ... Mussio (como Rodolfo Franggi)
- Samuel Lankes ... Guarda Final
- Ricardo Merkin ... Maloni
- Aldo Niebur ... Bandoneonista
- Alejandro Viola ... Asistente de Blasi
- Javier García ... Ayudante de Vega
- Jorge Noya ... Chofer Unimog
- Luis Sturla ... Empleado Estación Parque
- John Bolster ... Ascensorista
- Jorge Vilela ... Ayudante de Maloni
- Néstor Somma ... Empleado Estación Bolívar
- Paolo Taramasco ... Alumno Ciudad Universitaria
- Sergio Ríos ... Pasajero Estación Dock Sud
- Gabriel Maldonado ... Pasajero Estación Dock Sud
- Diego Ullua ... Pasajero Estación Dock Sud
- Ignacio Spiaggiari ... Pasajero Estación Dock Sud
- Julio López ... Pasajero Estación Dock Sud
- Fabian Kogan ... Operario Cochera
- Héctor Fernández ... Operario Cochera
- Gustavo Machado ... Operario Cochera
- Alejandro Yasinski ... Yuppie: Pasajero del 86
- Mabel Necol ... Maestra: Pasajero del 86
- Adrián Méndez ... Chico: Pasajero del 86
- Rodrigo Fernández ... Marinero: Pasajero del 86
- Viviana Necol ... Bailarina: Pasajero del 86
- Alfredo Andino ... Lector: Pasajero del 86
- Cynthia Att ... Embarazada: Pasajero del 86
- Fernando Necol ... Heavy: Pasajero del 86
- Silvia Italiano ... Señorita de Minifalda: Pasajero del 86
- María Teresa Abad ... Empleada: Pasajero del 86/Mamá de Abril
- Paula del Real ... Deportista: Pasajero del 86
- Edy Lerner ... Buscado: Pasajero del 86
- Yamila Kar ... Punk: Pasajero del 86
- Moisés Galacovsky ... Jubilado: Pasajero del 86
- Mirta Landini ... Bienuda: Pasajero del 86
- Pablo Messiez .... Suicida
- Natalia Nava ... Secretaria
- Fabián Bril ... Asesina
- Déborah Vidret ... Prostituta
- Juan Carrasco ... Yupie del Celular (como Juan Pablo Carrasco)
- Paulina Montenegro ... Colegiala
- Manuel Keselman ... Ciego
- Claudio Pardini ... Provinciano
- Sebastián Goñi ... Borracho
- Guillermo Elías ... Obrero Autopista
- Héctor Bordoni ... Obrero Autopista
- Juan José Gatt ... Obrero Autopista
- Raúl Colombo ... Obrero Autopista
- Cesar Carlino ... Obrero Autopista
- José Luis Gratti ... Obrero Autopista
- Claudia Brun ... Empleada Ciudad Universitaria
- Pablo Farina ... Voz en Túneles (voz)
- Karina Necol ... Voz en Andenes (voz)

## Estaciones que aparecen en el film
| Estación falsa       | Estación real             |
| -------------------- | ------------------------- |
| Estación Borges      | Estación Catedral         |
| Ciudad Universitaria | Estación Independencia    |
| Dock Sud             | San José (vieja)          |
| Estación Parque 1    | Estación Independencia    |
| Estación Parque 2    | San José (vieja)          |
| Estación Parque 3    | Estación San José         |
| Estación Sur         | Estación Avenida La Plata |

## Murales
En el año 2015 la artista Julia Garibaldi Tobías agregó 13 murales alusivos a la película en la Estación San José de la Línea E.

## Premios
- Festival de Cine de La Habana 1996: Mejor Fotografía, Mejores Efectos de Sonido
- Festival de Cine de Bangkok 1998: Premio del Jurado: Mejor Película
- Festival de Cine de Puerto Rico 1997: Premio Especial del Jurado, Premio FIPRESCI
- Festival de Cine Latinoamericano de Huelva 1996: Premio de la crítica, Premio Manuel Barba
- Festival de Cine Hispano de Miami de 1997: Garza de Oro
- Viennale 1997: Premio FIPRESCI